# Dagen H

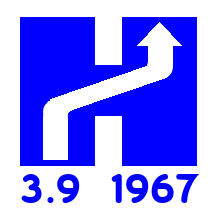
logotipo do Dagen H.

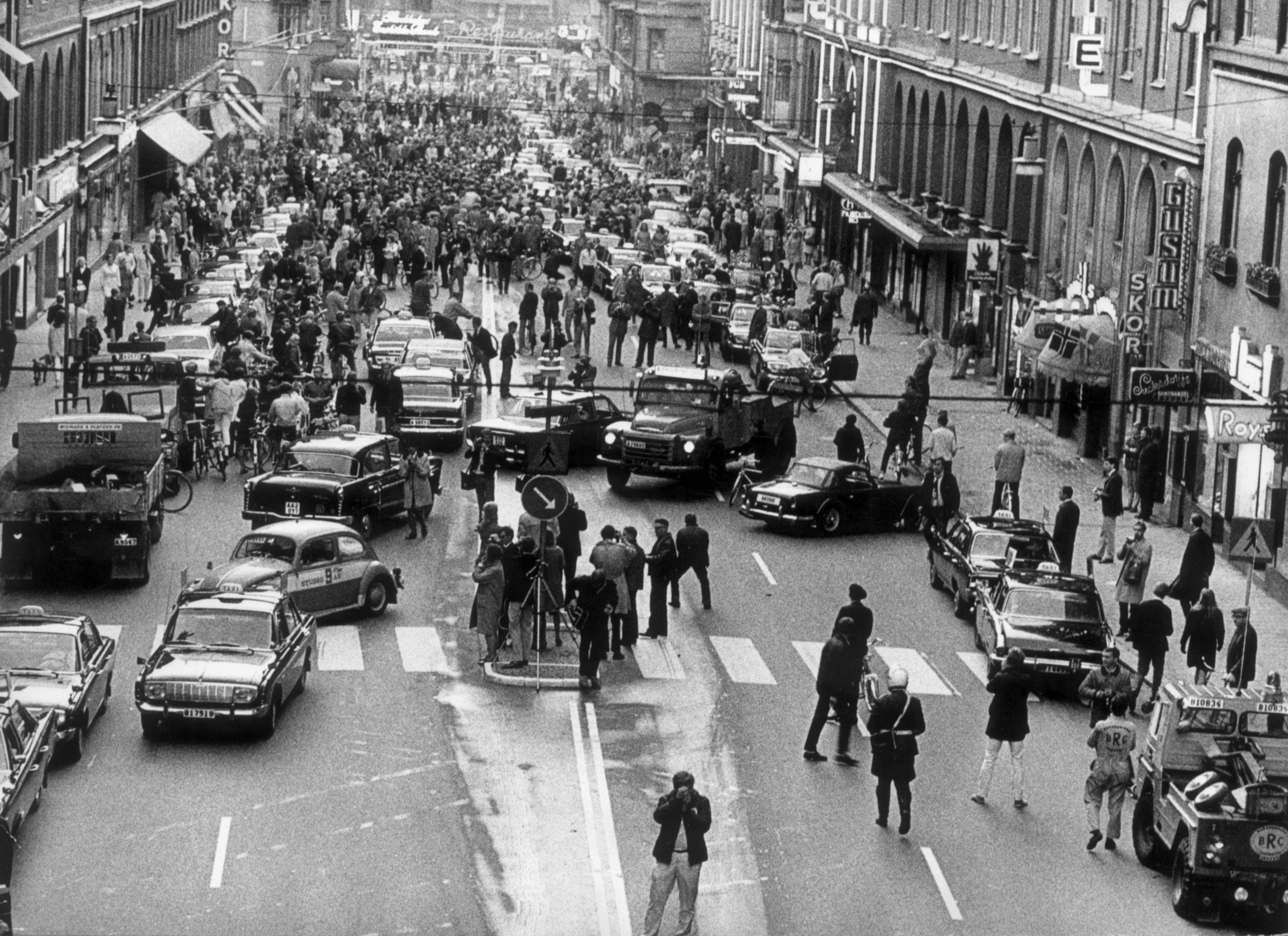
Kungsgatan, Estocolmo no Dagen H.

Dagen H (o Dia H em sueco), hoje mais conhecido por Högertrafikomläggningen ("O desvio do tráfego para a direita"), foi o dia 3 de setembro de 1967, no qual o tráfego na Suécia passou do lado esquerdo para o lado direito das vias. A letra H é a abreviação de Högertrafik, a palavra sueca para "tráfego pela direita". 

## Precedentes
Havia dois argumentos principais para a mudança:
- Todos os países vizinhos da Suécia dirigiam pela direita, inclusive a Noruega, país com o qual a Suécia divide uma longa fronteira terrestre;
- A maioria dos suecos dirigia veículos com volantes à esquerda. Isto levava a muitas colisões frontais em estradas de pista simples, comuns na Suécia em função de sua baixa densidade populacional e dos menores níveis de tráfego.

Não obstante, a mudança era muito impopular, e havia sido constantemente negada pelo voto popular nos 40 anos anteriores. Em um referendo realizado em 1955, 83% dos votantes optaram pela manutenção do tráfego à esquerda. Em 1963, o Riksdag (o parlamento sueco) aprovou a mudança e estabeleceu a Statens Högertrafikkommission (HTK) ("comissão estatal do tráfego pela direita") para estudar a questão. Essa comissão também começou a implementar um programa educativo de quatro anos, com o auxílio de psicólogos.
A campanha incluiu a exibição do logotipo do Dia H/Dagen H em vários itens, tais como cartazes, shorts masculinos e roupa íntima feminina. A televisão sueca fez um concurso musical tendo a mudança de sentido de circulação por temática: a canção vencedora foi Håll dig till höger, Svensson ('Mantenha-se à direita, Svensson') de Rock-Boris.  
Conforme o Dagen H se aproximava, cada cruzamento recebeu postes adicionais e sinais de trânsito envoltos em plástico preto. No dia da mudança, muitos trabalhadores circularam pelas ruas no início da manhã para remover os plásticos. Da mesma forma, a sinalização de rua pós-mudança já fora previamente pintada com tinta branca e depois coberta como fitas pretas. Antes do Dagen H, as ruas e estradas da Suécia tinham a sinalização de rua na cor amarela. 

## A mudança
No Dia H, domingo, 3 de setembro, todo o tráfego não essencial foi proibido em todas as ruas, da 01:00 às 06:00 da manhã. Os veículos com permissão de circular tiveram de seguir regras especiais. Todos os veículos tinham de parar completamente às 04:50 da manhã, para em seguida cuidadosamente mudar para o lado direito das vias e parar novamente, até a autorização para circular ser dada às 05:00. Em Estocolmo e Malmö, todavia, a proibição de tráfego foi bem mais duradoura: das 10:00 da manhã de sábado às 15:00 do domingo: o objetivo era permitir aos grupos de trabalhadores realizar a reconfiguração das intersecções. Algumas outras cidades tiveram uma proibição estendida: das 15:00 do sábado às 15:00 do domingo. 
As ruas de mão única apresentaram problemas peculiares: as paradas de ônibus tinham de ser colocadas do outro lado da rua. As intersecções tinham de ser redesenhadas para permitir o tráfego pela direita.
Os bondes de Estocolmo foram retirados e substituídos por ônibus e mais de 1000 novos ônibus com portas na direita foram adquiridos. Por volta de 8000 ônibus foram modificados para ter portas dos dois lados, enquanto Gotemburgo exportou seus ônibus com volantes na direita e portas na esquerda para o Paquistão e Quênia. A modificação dos ônibus, paga pelo Estado, foi o maior custo da mudança. Em Gotemburgo e Norrköping os sistemas de bondes continuaram a operar. 
De modo a evitar o ofuscamento dos motoristas que viessem em sentido contrário, todos os veículos suecos tiveram todos os faróis  para tráfego à esquerda substituídos por equivalentes para tráfego à direita. Uma das razões pelas quais o Riksdag impôs a mudança apesar da oposição popular foi o de que a maioria dos veículos na Suécia daquele tempo usavam faróis padrão, redondos e baratos, mas com o aumento da variedade de faróis, o custo tornar-se-ia cada vez maior para os futuros compradores de automóveis.

## Consequências
No dia seguinte à mudança, segunda-feira, houve 125 acidentes notificados, comparados à média entre 130 e 198 das segundas-feiras anteriores. Não houve nenhum acidente fatal atribuído à mudança. Especialistas sugerem que a mudança do tráfego para o lado direito das vias reduziu os acidentes em função de as pessoas já dirigirem veículos com volantes à esquerda, tendo assim uma visão mais ampla das ruas e de certa forma passando a ter veículos adequados àquela nova forma de dirigir, fato que não acontecia antes. O índice de acidentes fatais em automóveis e em automóveis contra pedestres também diminuíram como resultado. Uma parte desse decréscimo foi atribuída à redução nos limites de velocidade em 10km/h por algum tempo após a mudança. A taxa de acidentes retornou ao nível pré-mudança em dois anos.